# هلندز گات تلنت
هلندز گات تلنت (که اغلب از آن به عنوان HGT یاد می‌شود) نسخه هلندی از سری گات تلنت است که توسط سایمون کاول ساخته شده‌است، او همچنین سری ایکس فاکتور را ساخته‌است. فصل اول پخش در مارس ۲۰۰۸ در اس‌بی‌اس۶ آغاز شد.